# Kąciki (łąka)
Kąciki – łąka i dolina w Pieninach Czorsztyńskich. Należy do wsi Sromowce Wyżne w województwie małopolskim, w powiecie nowotarskim, gminie Czorsztyn. Znajduje się w dolinie między szczytami Piekiełko (po południowej stronie) i Czubata oraz Ula po północnej stronie. Łąka ma długość około 0,5 km i od przełęczy między Piekiełkiem i Ulą opada na zachód do Jeziora Czorsztyńskiego. Na przełęczy sąsiaduje z łąką Łazy opadającą w przeciwnym kierunku. Łąka Kąciki położona jest na wysokości około 537–625 m n.p.m. Na wysokości 609 m jest na niej źródełko. Wypływa z niego niewielki strumyk płynący środkiem łąki do Jeziora Czorsztyńskiego.
Łąki pienińskie charakteryzowały się dawniej dużym bogactwem gatunków storczyków. Podczas monitoringu w latach 1986–1988 na Kącikach znaleziono jednak tylko jeden ich gatunek – mieszańca Dactylodenia lebrunii. Przyczyną zanikania storczyków na pienińskich polanach i łąkach jest zaprzestanie ich użytkowania, zmiany w sposobie użytkowania lub budowa ujęć wody powodujących osuszenie terenu.
Kąciki znajdują się na obszarze Pienińskiego Parku Narodowego.